# イラク警察
イラク警察（イラクけいさつ、IP）は、イラクの大陸法の執行を担う制服警察組織。2003年のイラク侵攻後、連合国暫定当局によってIPの組織、体制及び採用が指導され、改革されたイラク内務省がIPの指揮をとっている。「IP」はイラク警察を指し、「ISF」はより広い意味でのイラク治安部隊を指す。2017年時点での連邦警察の司令官は、ラーイド・シャーキル・ジャウダト中将が務めている。

## 歴史
現在のイラク警察は戦前のイラク警察とのつながりがある。戦前の警察は弾圧の優先順位が低く、全体的にレベルの高い組織だった。そのため、イラク侵攻後も警察は結束力を保ち、有用な組織となることが期待されていた。
IPは新生イラクの警察の基礎となることを目的としていたが、市民の暴動によりこのプロジェクトは頓挫した。緊急俸給の支払いを受け、バグダードを中心に警察が復活し、雇用された警官らは米陸軍憲兵が緊急訓練を行った。同時に、イラク南部ではイギリス軍がシーア派の宗教指導者と協力して地方警察の設立を目指した。
北部ではクルド人治安部隊に目立った問題はなく、モスルでは治安維持のためにデヴィッド・ペトレイアス少佐が元警察官1000人を雇用した。
その間、連合国暫定当局は、新内務省と協力してバアス主義者の役人を解雇し（バグダードではバーナード・ケリックが7000人の警察官を解雇）、短期間で新しい警察組織の設立を目指した。最初の4か月で、最初の訓練コースが開始され、4000人以上の警官が訓練を受けた。2003年の採用では、応募者の殆どはバアス党の支配下で活動していた元兵士や警察官だった。2003年末にはイラク警察は正式に計5万人の警官を擁していた。

## 組織と監視

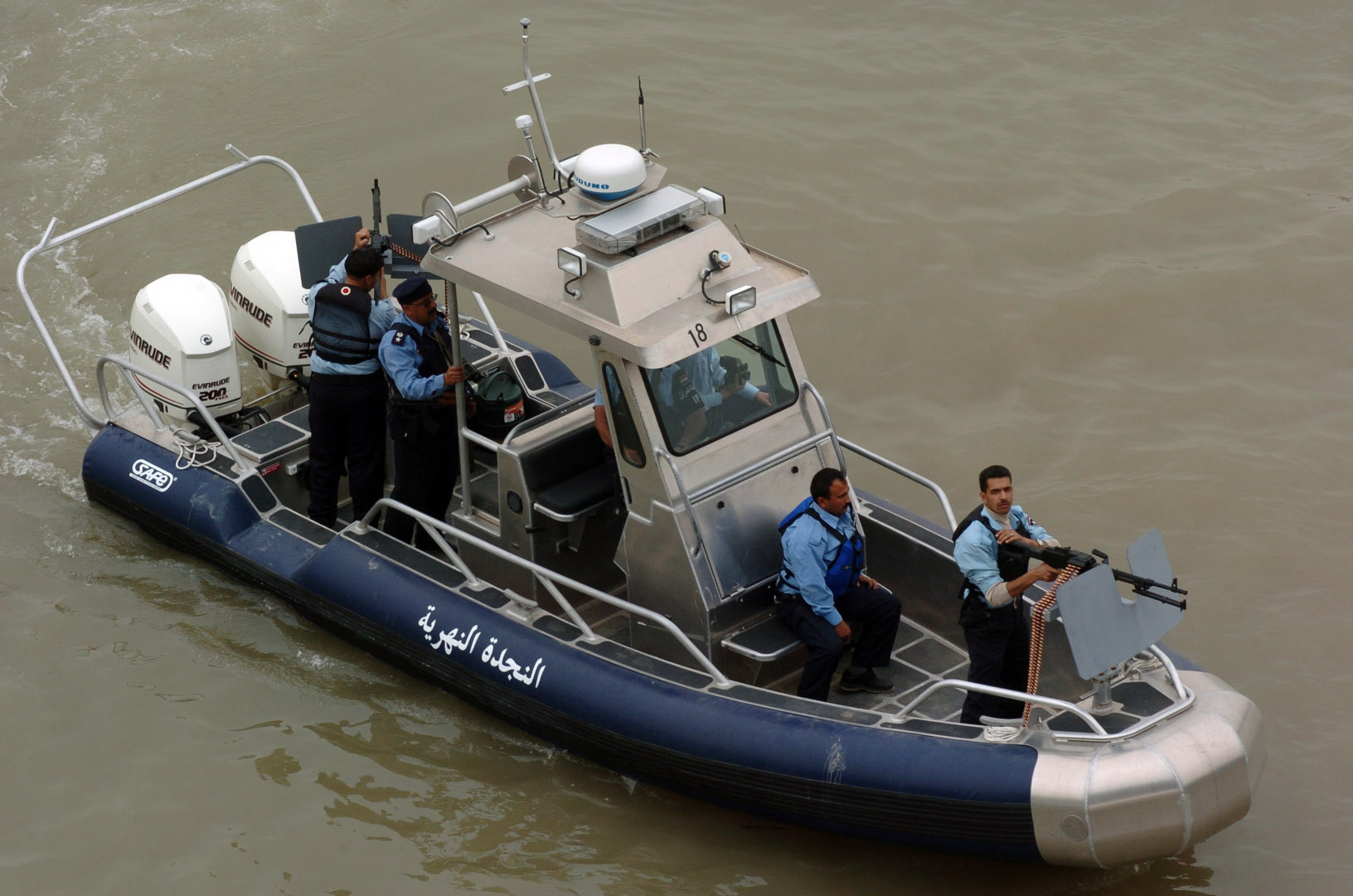
ティグリス川においてパトロール中のボート

2009年、イラク警察はフセイン・ジャーシム・アル＝アワディ少将の指揮下にあった。多国籍安全保障移行司令部–イラク（MNSTC-I）は、米国中央軍隷下の組織であり、すべてのイラク警察の訓練、指導、装備を任務とし、イラク政府のカウンターパートがMNSTC-Iの役割を引き受けるための訓練も目的としていた。MNSTC-Iは2010年に解散した。イラク警察には3つの主要な支部が存在した。
- イラク警察サービス（IPS）：イラクの都市の一般的なパトロールと事件対応を任務とする制服組織
- 連邦警察：警察と軍隊の間のギャップを埋めるために設計された準軍事組織。IPSの能力を超えるがイラク軍が対応するほど深刻ではない国内事件に対応する。 FPは、武装蜂起や大規模な市民の反乱および暴動に対処する国家的な即応能力を備えた特殊警察（SP）として2004年8月15日に発足した。2005年、内務省はこの臨時警察大隊を緊急対応部隊（SWAT部隊）、第8警察機械化旅団（3個自動車化大隊）、公安部隊（4個旅団/12個大隊）、および特別警察コマンドー師団（4個旅団/12個大隊）に統合した[9]。2006年3月30日にイラク国家警察（NP）となり、2009年8月1日にNPは連邦警察に改称された[10]。

2012年から13年にかけて、連邦警察の4個師団がイラク各地に存在した。第1および第2自動車化師団はバグダードに本部を置き、旧コマンドー師団と公安師団から創設された。モスルに本部を置く第3連邦警察部隊は、2014年のISILのイラク北部攻勢によって2014年6月9日以前に崩壊した。バスラに本部を置く第4連邦警察師団の第9旅団などの一部の増強部隊も、最前線に配備されると衰退した。
- 国境警備局。国境と港湾の安全確保が任務。
- イラク刑務所サービス。
- 施設保護局。イラク政府の建物を防衛する

## 制服
イラク警察の制服は、イラクの国旗と、英語とアラビア語でエンボス加工された「Iraqi Police」の文字が左袖の青の腕章に刺繍された水色の長袖シャツと、黒または水色のズボンまたは旧式の米海軍のものと同様の青の戦闘用ズボンである。また、白文字で「POLICE」と書かれた濃紺の野球帽またはボディアーマーとPASGTヘルメットを着用している。
連邦警察は、米軍のACUのユニバーサル迷彩パターンに似た黒と青の迷彩服を着用しており、野球帽とボディーアーマー、PSGTヘルメットを装備している。FPの制服は、職員が訓練を終えた後に支給される。まだ訓練を終えていない警官は、森林迷彩を含むさまざまな制服を着用している。FPの職員は、地理的領域をカバーする旅団に編成されている。IPの階級章は、肩章が通常紺色であることを除いて、イラク軍のものとほぼ同じである。

## 階級
警官の階級はイラク軍と同じであり、最高から最低まで以下のように肩章に記号が付いている。
- Major general (لواء) ：1つの銀鷲、2つの銀の交差した剣
- Brigadier (عميد) ：1つの銀鷲と3つの銀星
- Colonel (عميد)：1つの銀鷲と2つの銀星
- Lieutenant colonel (مقدم) ：1つの銀鷲と1つの銀星
- Major (رائد)  ：1つの銀鷲
- Captain（نقيب） ：3つの銀星
- First lieutenant（ملازماول） ：2つの銀星
- lieutenant（ملازم） ：1つの銀星

## 論争

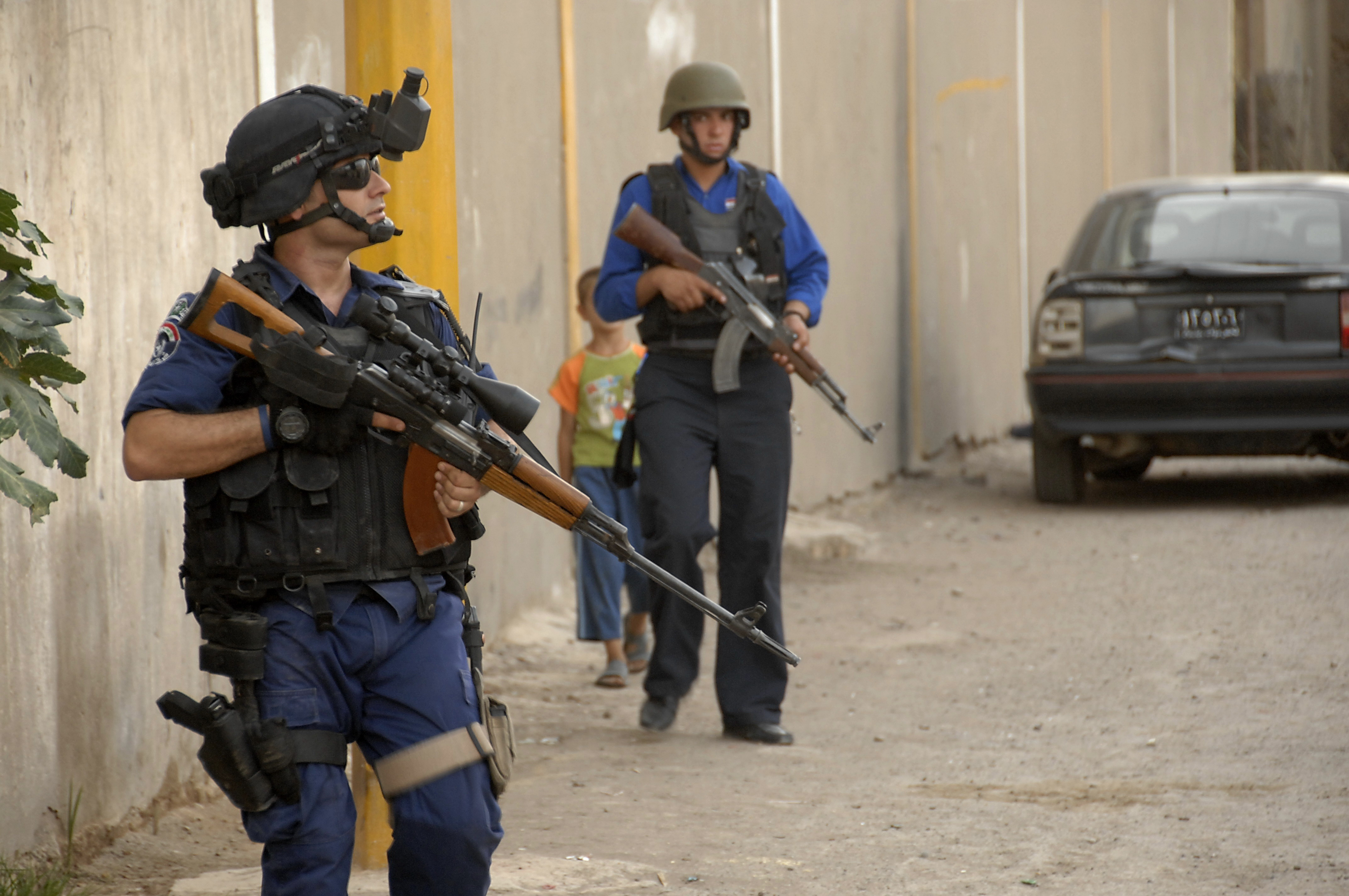
タブク狙撃銃で武装したイラクの警察官。

イラク警察は、バグダード陥落後に連合国暫定当局によって改革されて以来、多くの問題に直面している。イラク国内外からのISIL戦闘員の標的となり、ISILに限らず、イラクの反政府勢力やその他のテロリストによる銃撃や爆撃、場合によっては連合軍からのフレンドリーファイアによって数千人の警官が殺害されている。
2005年1月から2006年3月4日までに推定4250人のイラク人警察官が殺害されたが、イラクでは失業率が高いため、多くのイラク人青年が警察への志願を表明している。だが、警察署で列に並んでいるところを自爆テロや自動車爆弾で殺害される志願者も少なくない。
反政府勢力のメンバーはIPに潜入していて、レベルの高い情報へのアクセス、訓練および武器を自らの動機のために利用している。
多くの警察署が攻撃されたり、爆破されたり、武器を盗まれたり、イラク政府の反対者に占領されたりした結果、多くの警察官が職務を放棄した。2006年10月7日の時点で、1万2000人のイラク警察官が脱走し、4000人が殺害された。
2016年8月17日、バグダードで市場のオーナーが「彼の車をバックさせることを拒否した」ことから乱闘が始まり、オーナーは警察官によって殺害された。

## シャリーア
バアス党政権は1990年代初頭から、学校での宗教教育の義務化、名誉殺人、伝統的な慣習に反する（姦淫、淫行、同性愛など）行為を行ったとみなされた者を罰するための宗教委員会など政府におけるイスラムの役割を拡大し始めた。
イラク憲法はイスラム教を国教として規定しており、制定された法律はシャリーアに準拠しなければならず、市民の権利と自由に関する規定は公序良俗に従うと定めている。イラク警察や内務省の職員の多くは、不道徳の疑いのある人々を罰する権限を与えられているイスラム原理主義者のバドル旅団とつながりがある。バスラでは、地元の公園を警備していた警察が武装集団が2人の女性を激しく殴打し、彼女らの友人のイラク人男性を射殺するのを止めようしなかったと伝えられている。

## イラク政府
イラク政府は、警察などを使って（あるいは警察に許可して）宗派が異なるスンナ派イラク人の誘拐や殺害を行っていると非難されている。2005年12月、米軍はバグダッド内務省の建物で「非常に過密な」状態で収容されている625人の受刑者を発見した。そのうち12人の囚人には拷問や栄養失調の形跡があったとされる。この話は告発の信憑性を高め、警察組織へのさらなる不信感を植え付けた。イラクのイブラーヒーム・アル＝ジャアファリー大統領がこの建物での調査結果に関する報告書は出すと2005年12月末に約束したが、2006年5月4日時点で報告書は出されていない。
米国国務省が2006年に発表した人権報告書では、イラク警察の残虐行為が広く行われていると非難している。同年10月、イラク政府は宗派心の強い死の部隊と関係のある警察隊を解体し、解体された警察隊は再訓練のために米国基地に移送された。他の警察隊についても、死の部隊との関係が調査される予定である。

## 人数
警察官の人数は、地元の警察署長が自署向けの予算増額のために人数を誇張している可能性があり、また出入りが激しいため推定が困難となっている。内務省の給与支払名簿は30万人を超えているが、その多くは常時非番である。2007年半ばの時点で、国家警察の職員は約2万5000人だった。この数は国家警察の3分の1から2分の1が常に休職しているため、やや誤解を招く可能性がある。

## 死亡者
イラク内務大臣のジャワード・アル＝ブーラーニーは、2005年12月24日の時点で、2003年の米国主導の侵略以来、イラクの警官1万2000人が職務中に死亡したと発表した。

## 移行チーム
連合軍によるイラク警察（IP）と治安部隊の取り締まり支援と訓練を目的とした大規模な作戦が実施された。警察移行チーム（PTT）は、イラクの警察署に配備された米軍の憲兵隊である。チームはIPと合同パトロールを行い、警察署の防御を分担し、署内情報やテロ対策情報を収集する。PTTの合同パトロールは、暴力の抑制に役立ち、イラクの警察への敬意を高めるのに役立っている。これらの任務は、後に米国空軍警備隊の隊員によって行われるようになった。経験豊富な米国の警察官である国際警察連絡官（IPLO）が殆どの移行チームに同行し、IPのアカデミー終了後の訓練を支援した。
国家警察移行チーム（NPTT）は、大隊、旅団、師団、軍団の各レベルのイラク警察部隊に組み込まれた11人の軍事移行チームである。これらのチームは米陸軍と米海兵隊が提供する。 PTTと同様に、各チームにはIPLOと1〜6人の現地通訳がついている。

## 装備
イラク警察の職員はグロック19とHS2000ハンドガンを使用しており、パトロール時にはショットガンや81式、AK-47ライフルおよびその派生型を携行することがある。イラク連邦警察はまた、イラク北部でのISISに対する軍事作戦中にクロアチア製のHS Produkt VHS-2ブルパップカービンを使用する姿も目撃されている。海上作戦用に警察は「Safe Boat International 230 T-Top」巡視艇を装備している。